# لحن الوفاء (فلم)
لحن الوفاء فيلم مصري أبيض وأسود إنتاج 1955. من إخراج إبراهيم عمارة

## قصة الفيلم
يرعى الموسيقار المشهور "علام" ابن صديقه "جلال" الذي يهوى الغناء. يتعرف "جلال" على المطربة "سهام" ويربط الحب بينهما ويتفقان على الزواج. يعاني "علام" من عقدة تلازمه منذ سنوات عندما خانته المرأة التي أحبها وأصبح لا يثق بالنساء، إلا أنه يشعر بالحب نحو "سهام" ويحاول الفوز بها. يعارض زواجها من "جلال" وفي نفس الوقت يعترف لها بحبه. يطلب "جلال" من "سهام"، أن يضحيا بحبها خوفًا على "علام" من صدمة أخرى، إلا أن "علام" يدرك خطأ ما يقدم عليه فهو يكبر "سهام" بسنوات، علاوة على تعلقها ب"جلال" وحبه لها. يبارك زواجهما ويستعدون لتقديم الأوبريت الجديد.

## فريق العمل
- الإخراج: إبراهيم عمارة
- تمثيل:
  - شادية
  - عبد الحليم حافظ
  - حسين رياض
  - عبد الوارث عسر
  - زوزو نبيل
  - وداد حمدي
  - حسن البارودي
  - زكي إبراهيم

## أغاني الفيلم
- أحن إليك

غناء عبد الحليم حافظ

تأليف محمد علي أحمد، ألحان محمد الموجي
- احتار خيالي

غناء عبد الحليم حافظ وشادية 

تأليف محمد علي أحمد، ألحان حسين جنيد
- على قد الشوق[1]

غناء عبد الحليم حافظ 

تأليف محمد علي أحمد، ألحان كمال الطويل
- تعالي أقولك

غناء عبد الحليم حافظ وشادية

تأليف فتحي قورة، ألحان منير مراد
- لا تلمني

غناء عبد الحليم حافظ

تأليف محمد علي أحمد، ألحان كمال الطويل
- اوبريت لحن الوفاء

غناء عبد الحليم حافظ وشادية

تاليف محمد علي أحمد، ألحان رياض السنباطي
- شبكت قلبي

غناء شادية

تاليف فتحي قورة، ألحان محمود الشريف

## وصلات خارجية
- مقالات تستعمل روابط فنية بلا صلة مع ويكي بيانات

1. ↑  هذه الأغنية ظهرت قبل الفيلم